# Antiche unità di misura del circondario di Borgotaro
Sono qui riportate le conversioni tra le antiche unità di misura in uso nel circondario di Borgotaro e il sistema metrico decimale, così come stabilite ufficialmente nel 1877.
Nonostante l'apparente precisione nelle tavole, in molti casi è necessario considerare che i campioni utilizzati (anche per le tavole di epoca napoleonica) erano di fattura approssimativa o discordanti tra loro.

## Misure di lunghezza
| Comuni                                   | Denominazione                | Valore   | Unità |
| ---------------------------------------- | ---------------------------- | -------- | ----- |
| Tutti i comuni                           | Braccio da legname e da muro | 0,545167 | m     |
| Borgotaro, Albareto, Bedonia, Valmozzola | Braccio da panno             | 0,678000 | m     |
| Berceto                                  | Braccio da panno             | 0,639500 | m     |
| Compiano, Tornolo                        | Braccio                      | 0,676000 | m     |

Il braccio da legname e da muro di Parma, base delle misure agrarie si divide in 12 once, l'oncia in 12 punti, il punto in 12 atomi.
Le braccia da panno di Borgotaro e Compiano e quello di Parma, usato in Berceto, si dividono in metà, terzi, quarti, ecc.
Il braccio a terra di Berceto nelle tavole del 1861 si trova eguale a metri 0,545.

## Misure di superficie
| Comuni         | Denominazione | Valore    | Unità |
| -------------- | ------------- | --------- | ----- |
| Tutti i comuni | Biolca        | 3081,4390 | m²    |

La biolca di 288 pertiche quadrate si divide in 6 staia, lo staio in 12 tavole, la tavola in 12 piedi, il piede in 12 once, l'oncia in 12 punti, il punto in 12 atomi.
Per il Comune di Berceto le tavole del 1861 di Parma recano una biolca eguale ad are 60,81400; mentre quella di Parma, d'uso comune a tutto il circondario di Borgotaro è ragguagliata ad are 30,81439008.

## Misure di volume
| Comuni         | Denominazione | Valore   | Unità |
| -------------- | ------------- | -------- | ----- |
| Tutti i comuni | Quadretto     | 162,027  | L     |
| Tutti i comuni | Passo         | 4860,815 | L     |

Il quadretto o braccio cubo si divide in 12 once, l'oncia in 12 punti, il punto in 12 atomi.
Il passo, misura per la legna da fuoco, è di 30 quadretti.
Nei comuni di Compiano e Tornolo non vi si usavano misure di volume.
Le tavole del 1861 attribuiscono al braccio cubo di Borgotaro il valore di metri cubi 0,31166, ed a quello di Berceto di metri cubi 0,16132.

## Misure di capacità per gli aridi
| Comuni                                                | Denominazione     | Valore  | Unità |
| ----------------------------------------------------- | ----------------- | ------- | ----- |
| Borgotaro, Bedonia, Albareto di Borgotaro, Valmozzola | Staio da grano    | 44,3200 | L     |
| Borgotaro, Bedonia, Albareto di Borgotaro, Valmozzola | Staio da castagne | 55,5500 | L     |
| Berceto                                               | Staio             | 43,4600 | L     |
| Compiano, Tornolo                                     | Staio             | 42,7800 | L     |

Lo staio da grano di Borgotaro si divide in 2 mine, oppure in 12 coppelli. Lo staio da castagne si divide pure in 12 coppelli.
Lo staio di Berceto si divide in 7 quartarole.
Nel comune di Berceto si usava anche lo staio di Parma.
Lo staio di Compiano si divide in 2 mezze staia od in 12 coppelli.
Le tavole del 1861 fanno lo staio di Borgotaro eguale a litri 41,20.

## Misure di capacità per i liquidi
| Comuni                                       | Denominazione     | Valore   | Unità |
| -------------------------------------------- | ----------------- | -------- | ----- |
| Borgotaro, Valmozzola, Albareto di Borgotaro | Soma              | 107,2500 | L     |
| Bedonia                                      | 103,2410          | L        |       |
| Berceto                                      | Brenta di Parma   | 71,6720  | L     |
| Compiano, Tornolo                            | Soma              | 106,8930 | L     |
| Compiano, Tornolo                            | Libbra per l'olio | 0,342000 | L     |

La soma di Borgotaro si divide in 2 staia, lo staio in 30 pinte.
Nel comune di Bedonia, oltre la soma si usava per il minuto una pinta di litri 2,223 ed una maiolica di litri 1,660.
La brenta parmense usata in Berceto si divide in 36 pinte, la pinta in 2 boccali, il boccale in 2 mezzi.
La soma di Compiano si divide in 56 pinte, la pinta in 2 boccali, il boccale in 2 mezzi.

## Pesi
| Comuni                                                | Denominazione | Valore  | Unità |
| ----------------------------------------------------- | ------------- | ------- | ----- |
| Borgotaro, Bedonia, Albareto di Borgotaro, Valmozzola | Libbra        | 330,000 | g     |
| Berceto                                               | Libbra        | 328,000 | g     |
| Compiano, Tornolo                                     | Libbra        | 314,400 | g     |

Le libbre si dividono in 12 once, l'oncia in 24 denari, il denaro in 24 grani.
25 libbre fanno un rubbo per Borgotaro e Compiano.
25 libbre fanno un peso per Berceto. La libbra usata in Berceto è quella di Parma.